# マウォポルスカ南部の木造聖堂群
マウォポルスカ南部の木造聖堂群（マウォポルスカなんぶのもくぞうせいどうぐん、ポーランド語:Drewniane kościoły południowej Małopolski）は、マウォポルスカ（Małopolskie, 小ポーランド）地方南部にあるポーランドの世界遺産である。ビナロヴァ、ブリズネ、デンブノ、ハチュフ、リプニツァ・ムロヴァナ、センコヴァなどの各村に残っている木造聖堂が登録対象である。
中世後期に起源を持つこの地方の木造聖堂の様式は、ゴシック様式の装飾や色とりどりの細部で始まったが、木造であることから、石やレンガで出来たゴシック建築とは、構造も全体像も印象も大きく異なっている。より後の時代に建設された木造聖堂には、ロココ様式やバロック様式の装飾的影響を示しているものもある。これらの聖堂の形態は、この地方での東方典礼カトリック教会や正教会の存在に深く影響されている。いくつかの聖堂は上から見たときにギリシャ十字を形作っており、たまねぎドームを備えているが、最も興味深いのは、それらの特色が引き伸ばされた身廊や尖塔とともにローマ・カトリックの様式と組み合わさっていることである。

## 登録基準
この世界遺産は世界遺産登録基準のうち、以下の条件を満たし、登録された（以下の基準は世界遺産センター公表の登録基準からの翻訳、引用である）。
- (3) 現存するまたは消滅した文化的伝統または文明の、唯一のまたは少なくとも稀な証拠。
- (4) 人類の歴史上重要な時代を例証する建築様式、建築物群、技術の集積または景観の優れた例。

## 登録対象
英語の綴りはユネスコ世界遺産センターによる登録名である。
|  | 聖堂名 | 所在地                     | 登録対象 | 緩衝地域 |
|  | --- | -------------------------- | -------- | -------- |
|  | 大天使ミカエル聖堂（Church of the Archangel Michael）                                                             | ビナロヴァ                 | 1.80 ha  | 40.4 ha  |
|  | 諸聖人聖堂（Church of All Saints）                                                                                | ブリズネ                   | 2.20 ha  | 46.7 ha  |
|  | 大天使ミカエル聖堂（Church of the Archangel Michael）                                                             | デンブノ・ポドハラニスキェ | 0.14 ha  | 64.0 ha  |
|  | 聖母被昇天と大天使ミカエルの聖堂（Church of the Assumption of the Blessed Virgin Mary and the Archangel Michael） | ハチュフ                   | 1.30 ha  | 38.2 ha  |
|  | 聖レオナルド聖堂（Church of St Leonard）                                                                          | リプニツァ・ムロヴァナ     | 1.10 ha  | 16.5 ha  |
|  | 使徒聖ピリポと聖ヤコブの聖堂（Church of St Philip and St James the Apostles）                                     | センコヴァ                 | 1.72 ha  | 36.4 ha  |

以上は2003年の第27回世界遺産委員会の報告書に基づくものだが、ICOMOSの勧告書の時点では、ほかに3つの木造聖堂について言及があった。
|  | 聖堂名                                                           | 所在地    |
|  | ---------------------------------------------------------------- | --------- |
|  | 聖ペテロと聖パウロの聖堂（The church of St. Peter and St. Paul） | Lachowice |
|  | 洗礼者聖ヨハネ聖堂（The church of St. John the Baptist）         | Orawka    |
|  | 大天使ミカエル聖堂（The church of Archangel Michael）            | Szalowa   |

ただし、この3件はICOMOSの登録勧告には含まれていない。その一方で、ICOMOSはハンガリーやルーマニアなど、周辺諸国の木造聖堂群をも含めた拡大登録への期待感も表明している。上記のとおり、委員会の決議文には含まれていなかったが、世界遺産センターの構成資産リストでは、2003年の時点でこれらの3件も登録されていることになっている。

## 登録名称
2003年時点の登録名称は Wooden Churches of Southern Little Poland （英語）、Églises en bois du sud de la Petite Pologne （フランス語）であった。その日本語訳は、
- 南部小ポーランドの木造教会群（日本ユネスコ協会連盟、世界遺産アカデミーほか）[6]
- 南部リトル・ポーランドの木造教会群（なるほど知図帳）[7]
- 南部小ポーランドの木造聖堂群（世界遺産なるほど地図帳）[8]
- 南ポーランドの木造教会群（古田陽久 古田真美）[9]
- マウォポルスカ地方南部の木造聖堂群（ビジュアルワイド世界遺産）[10]
- マウォポルスカの木造聖堂（21世紀世界遺産の旅）[11]

と、正式名のLittle Poland / la Petite Pologne の部分を「小ポーランド」などと直訳するもののほか、現地名のマウォポルスカに置き換えている文献もわずかに見られた。
2013年には登録名自体が変更され、Little Poland / la Petite Pologne の部分がいずれもMałopolska に改められた。